# داوید شارون
داوید شارون (به فرانسوی: David Charhon) کارگردان و فیلمنامه‌نویس فرانسوی تبار متولد ۱۹۷۲ است.
از آثار کارگردانی او می‌توان به فیلم‌های دو پلیس فرانسوی (۲۰۱۲)، آخرین مزدور (۲۰۲۱) و باغبان (۲۰۲۵) اشاره کرد.